# Hellmut von Gerlach

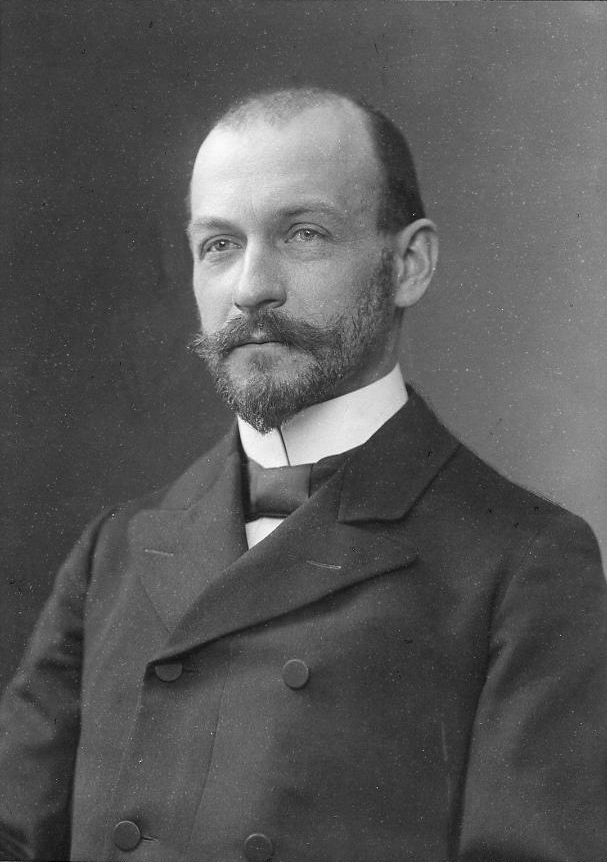
Hellmut von Gerlach.

Hellmut von Gerlach, född 2 februari 1866, död 1 augusti 1935, var en tysk journalist och politiker.
Von Gerlach blev efter 1893 verksam som politisk skriftställare, till en början i antisemitisk anda. 1896 grundade han tillsammans med Friedrich Naumann Nationalsoziale Partei, men gick snart över till vänstern. Han var 1903-1906 frisinnad ledamot av tyska riksdagen.
Gerlach var därefter mest verksam som pacifist, och som chefredaktör för tidningen Welt am Montag. Hans verk Die große Zeit der Lüge brändes av nationalsocialister under de landsomfattande bokbålen i Nazityskland 1933. Reichskulturkammer gav honom yrkesförbud senare samma år och von Gerlach valde att tillfälligt flytta till Österrike, där austrofascismens dominerande ställning gjorde att han fortsatte till Paris. Han avled där 1935.

## Skrifter
- Die große Zeit der Lüge. (Verlag der Weltbühne, Charlottenburg 1926)